# 佐久間甫
佐久間 甫（さくま はじめ、1929年3月29日-  ）は、日本の経営者。新キャタピラー三菱社長を務めた。

## 来歴・人物
広島県出身。1952年に東京大学工学部機械工学科を卒業し、同年に東日本重工業(のちの三菱重工業)に入社。
1986年6月に取締役に就任し、1988年6月に常務を経て、1991年6月に副社長に就任し、1993年6月には新キャタピラー三菱社長に就任。1997年6月には相談役に就任
1996年11月に藍綬褒章を受章。